# AEC・ルートマスター

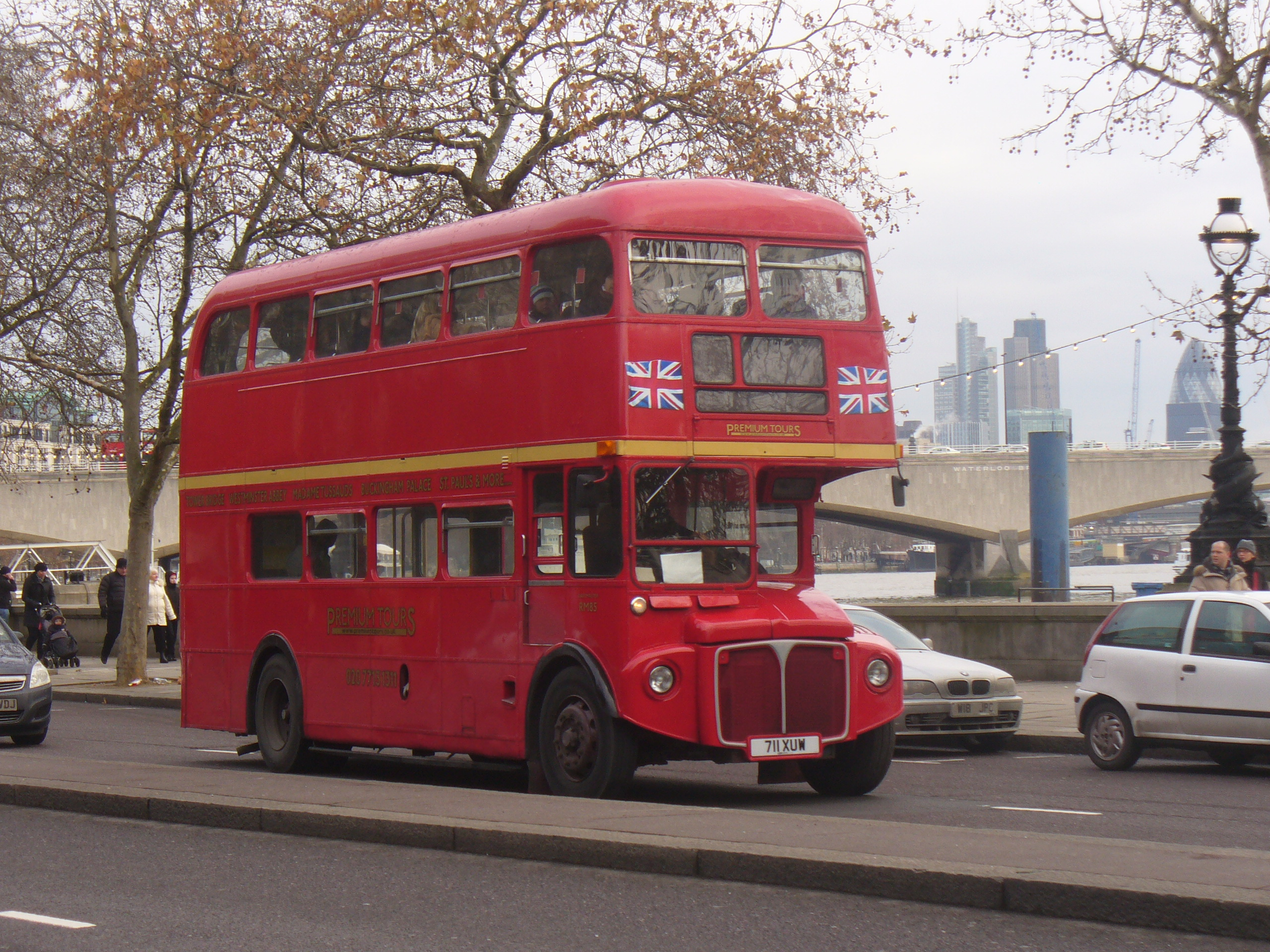
ルートマスター

ルートマスター（Routemaster）は、イギリスのアソシエーテッド・エクイップメント社（AEC）が製造し、主にロンドン市内の路線バス（ロンドンバス）として活躍していた二階建てバス。

## 歴史
ロンドン市内の路面電車とトロリーバスの置き換え用としてダグラス・スコット（Douglas Scott）らのグループにより1947年から開発に着手し1954年にプロトタイプ車が登場、4年間の評価期間を経て1959年に生産を開始、1968年までに2,876台が製造され、2,760台がロンドン市内で運行された。エンジンを前方に置き後輪を駆動するFRレイアウトを採用したため、後部に出入口を置くワンステップ構造を実現、パワーステアリングや前輪独立懸架、アルミニウム合金製の車体など、当時としては先進的な装備が施されていた。
1970年代になると運行経費削減のためロンドンでもワンマンバスが増え、車掌を乗せなければならないルートマスターでは不経済になってしまった。一方でワンマン化によって運転士が精算業務を行わなければならなくなったことで遅れが目立つようになったが、ルートマスターは精算業務は車掌が担当するため、ワンマンカーに比べて遅れは少なかったという。
1990年代のロンドンバス株式会社の分割・民営化では9社に引き継がれたが、2000年代に入ると老朽化に加え、
- 排出ガス規制の強化
- バリアフリー化施策の強化によるノンステップバスの登場
- 輸送力向上の施策が二階建てバスから連節バスに転換されたこと
- 出入口がオープンデッキのため安全性に問題があること（低速走行時の飛び乗り/飛び降り）

などの理由で、2005年12月に第一線を退いた。
しかしルートマスターに愛着を持つロンドン市民は多く、2005年11月からは下記の2系統の「ヘリテージルート」で日中に運行された。
- 9系統（英語版）：オリンピア～ケンジントン・ハイストリート～ロイヤル・アルバート・ホール～ハイドパーク～ピカデリーサーカス～トラファルガー広場～オルドウィッチ間（運行：ファーストグループ）
- 15系統（英語版）：トラファルガー広場～オルドウィッチ～シティテムズリンク駅～セントポール大聖堂～ロンドン塔（運行：ステージコーチ）

運賃は1.50ポンド（オイスターカード）で、一日乗車券も使用可能であった。しかし、乗客減などを理由に2014年には9系統が、2019年に15系統がそれぞれ廃止となり、定期運用は消滅した。2020年以降は観光ツアーやイベント用車両が英国各地に残るのみとなっている。
2012年にはルートマスターをモチーフとしたニュールートマスターが運行を開始した。

## 仕様

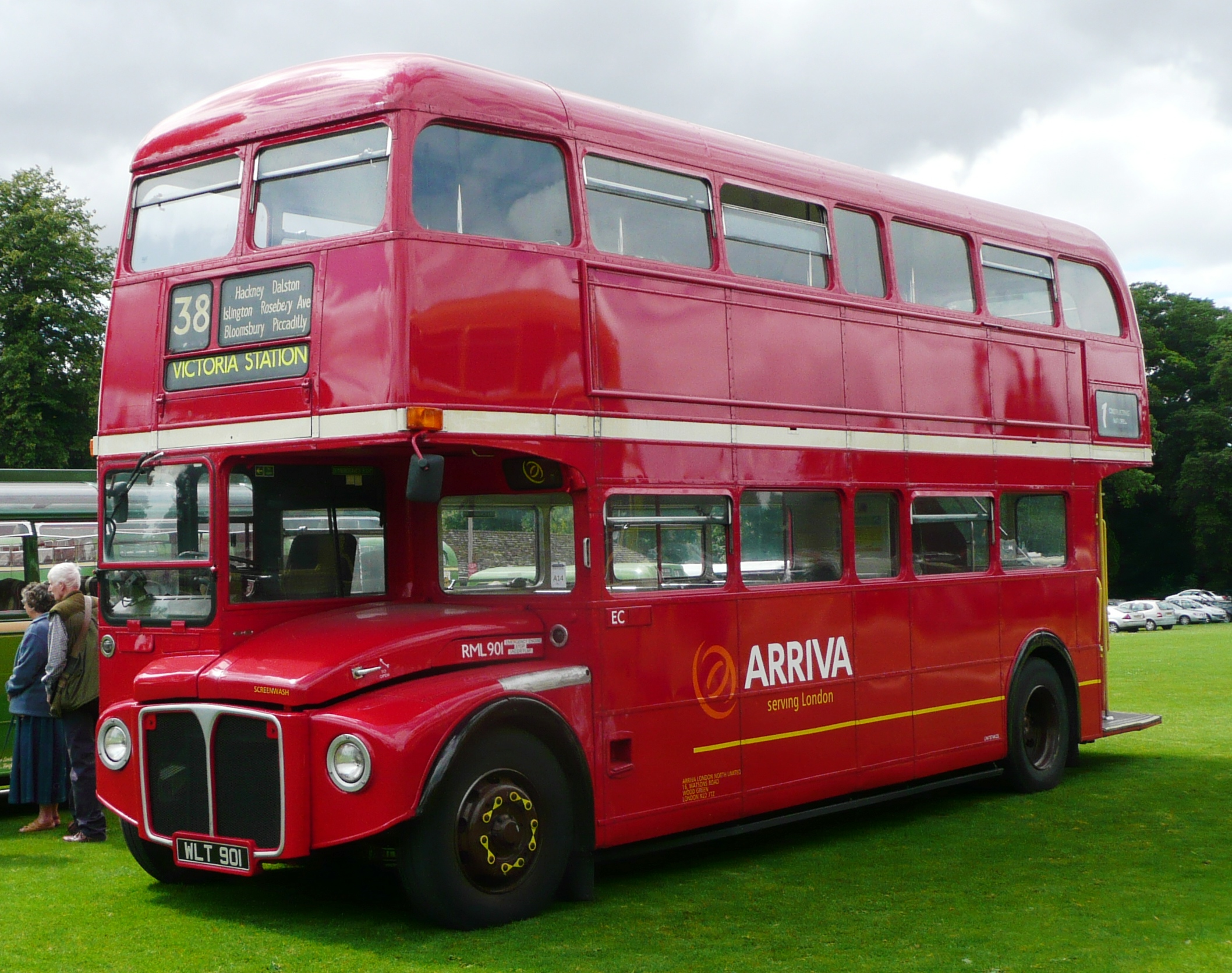
左前部

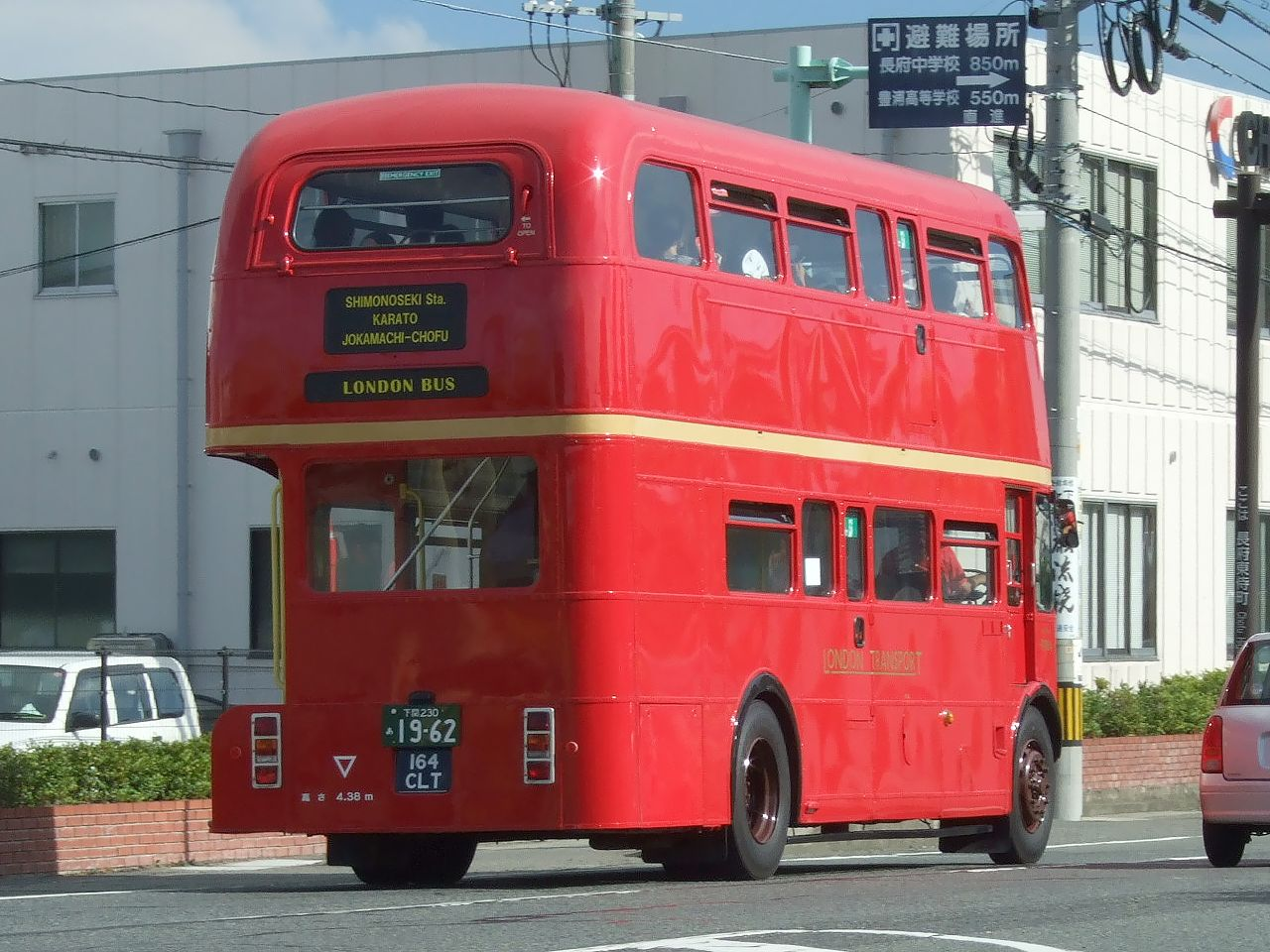
右後部

- 全長：8.4m（27フィート6インチ） ※RMLは9.1m（30フィート）
- 全高：4.4m（14フィート4 1/2インチ）
- 全幅：2.4m（8フィート）
- エンジン：AEC AV590型(9,600cc)またはレイランド0600型(9,800cc)ディーゼルエンジン（最高出力115馬力）
- トランスミッション：AEC製4速セミオートマチックトランスミッション
- 座席定員：64人（1階：28人、2階：36人）

## バリエーション
- RM：標準タイプ、2,123台製造
- RML：標準タイプのロングボディ、524台製造
- RMC：Green Line coach向け。郊外路線のためファイナルギアの減速比が高速向きになり、燃料タンクの容量もアップしている。69台製造。
- RCL：RMCの高出力・ロングボディバージョン。排気量11,300ccの150馬力エンジンを搭載。43台製造。
- RMF：1階の構造を変更し、出入口を前に、エンジンを後ろに設置。他社向けを含め51台製造。
- RMA：ロンドン・ヒースロー空港リムジン向けに開発された高出力バージョン。65台製造。
- FRM：1台製造

## 対日輸出

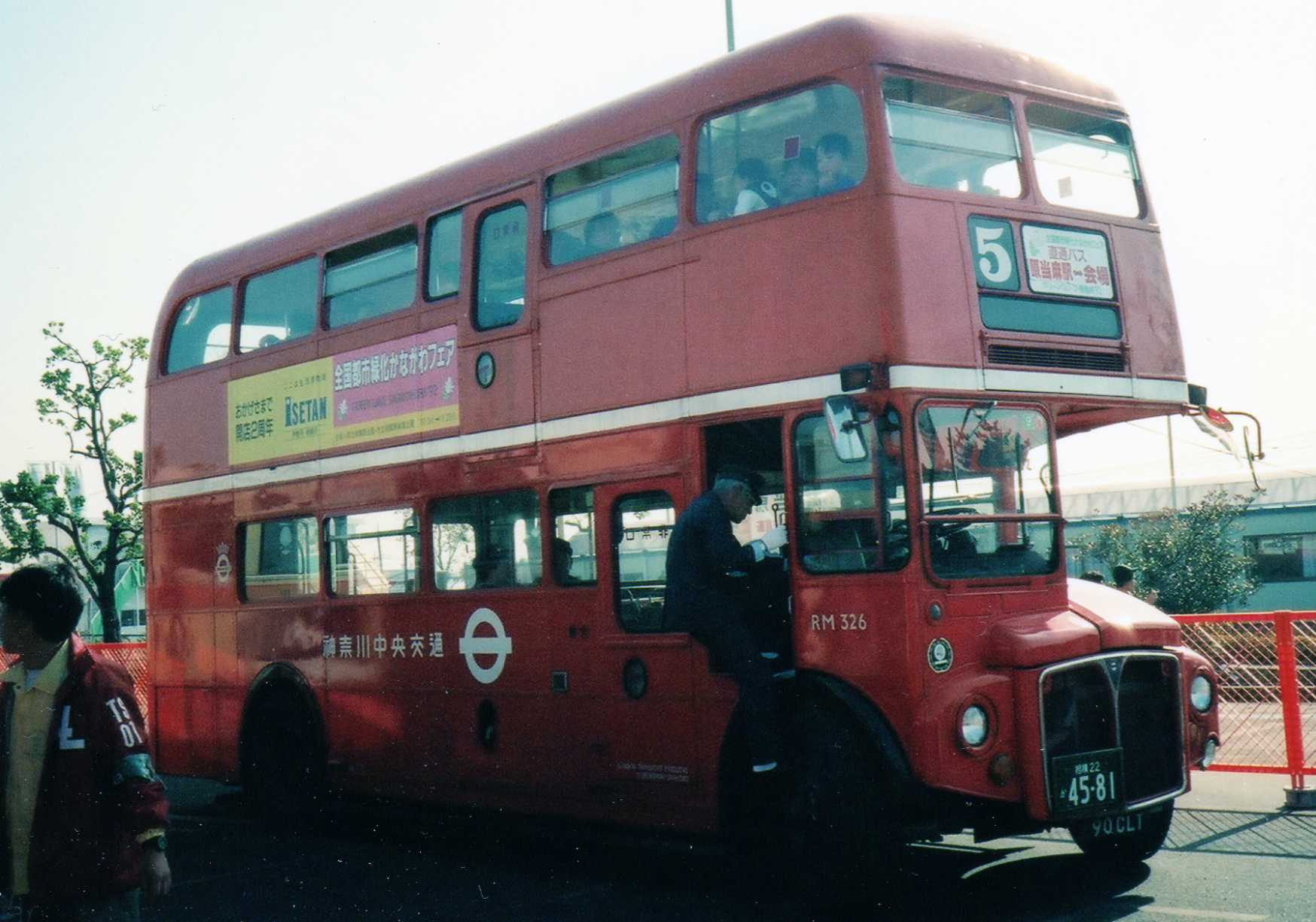
「グリーンウェーブ相模原'92」でシャトルバスとして使用されたルートマスター。側面上部に非常口を設置している

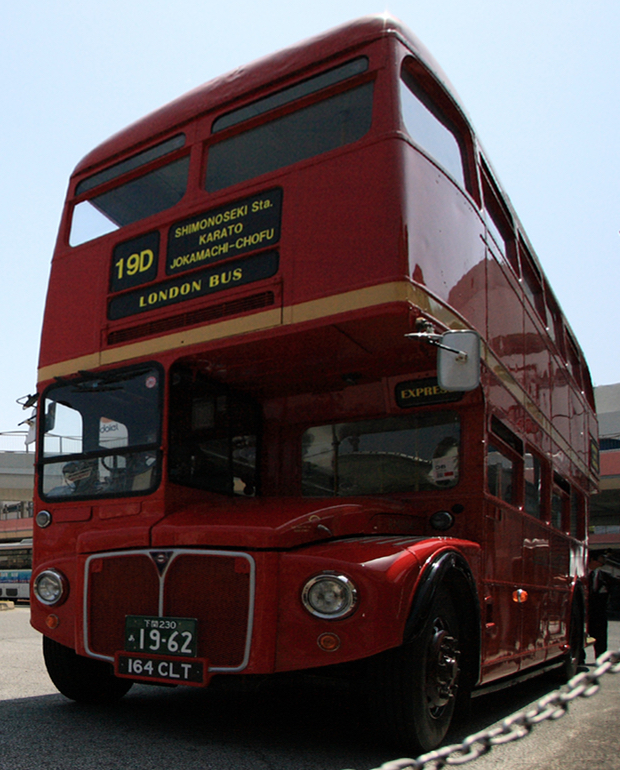
JR下関駅バスターミナル（ロンドンバスのりば）にて。ナンバープレートの「19-62」はこの車両が登録された年。

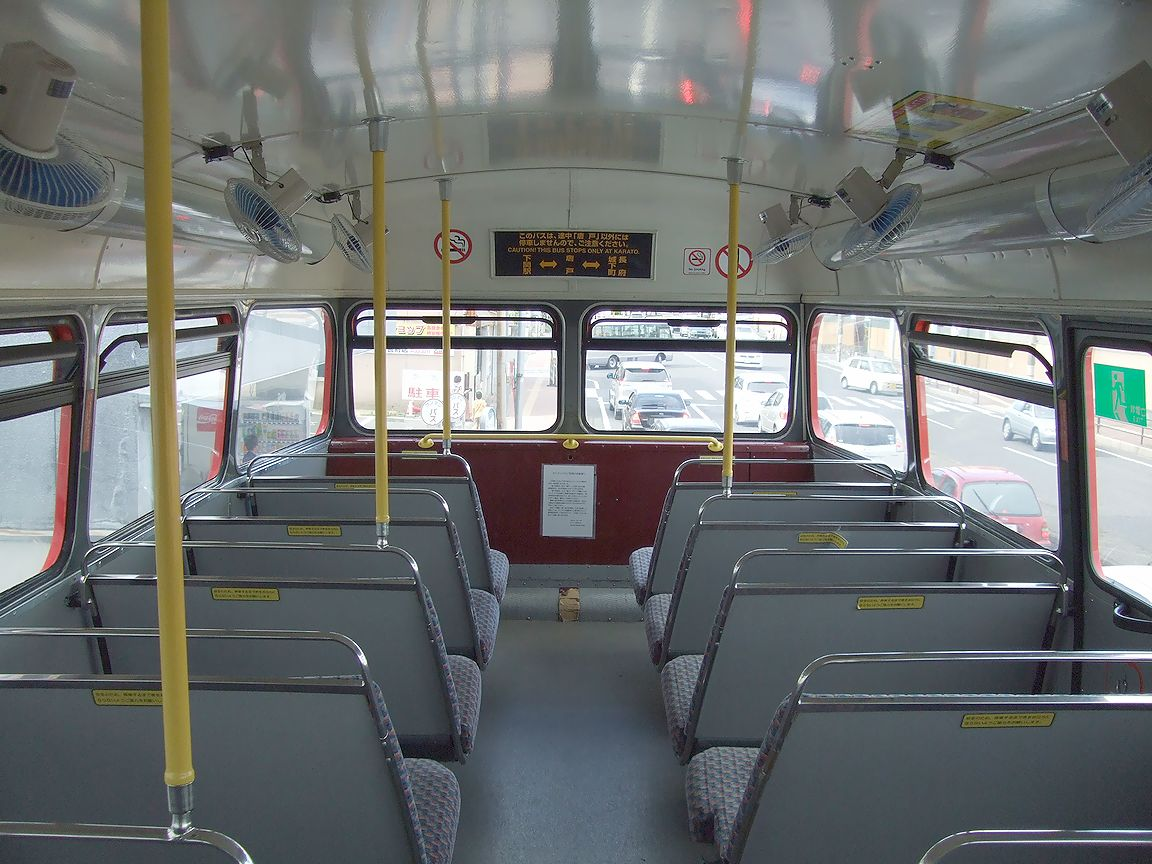
下関市内で運行していたルートマスターの二階席室内。扇風機を設置している。

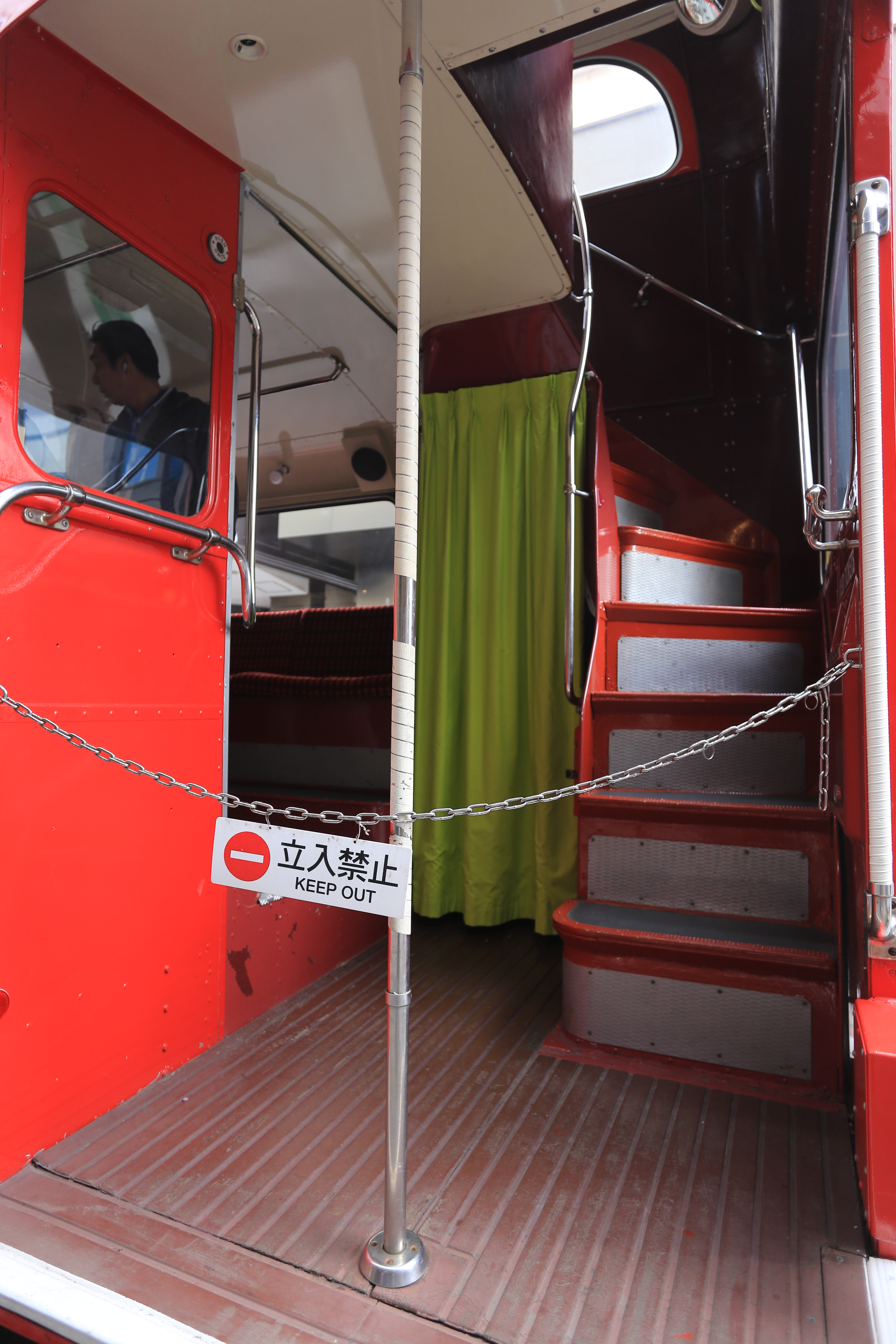
オープンデッキ部分。期間限定で横浜市中区元町で運行された時のシーン。

イギリスの左側通行が幸いし、日本においてもとりあえず運行可能な条件を備えているため、イベント時のシャトルバスなどに使用するために数台が輸入されている。ただし高さは日本での法規制を超過するため、高さを縮小する改造を行わなかった場合は走行に際してその都度特認を受けることになり、走行ルートは歩道橋などの走行に支障をきたす建築物がないルートに限定される。また、非常口などは日本の基準に合わせて増設されている（画像も参照）。

### 主な事例
- 1990年（平成2年）8月3日から11月4日までの期間、長崎県長崎市を中心に開催された「'90長崎旅博覧会」では、PR用にルートマスター1台が輸入された。日本の法規制に合わせ、高さを縮小するため2階部分の屋根を撤去してオープンデッキとし[2]、出入口には2枚折戸を設けるなどの改造が施され[2]、開催前年の1989年（平成元年）6月1日からキャンペーンカーとして運行された[3]。運行は長崎県交通局が担当した[3]。博覧会終了後は長崎県交通局に譲渡され、1991年（平成3年）9月24日から長崎市内定期観光バスとして使用された[3]。なお、オープンデッキ化された2階部分は停車中に限って使用し、走行中は1階のみを使用することとされていた[2]。
- 1992年に行なわれた全国都市緑化フェア「グリーンウェーブ相模原'92」において、原当麻駅・相模大野駅からフェア会場までのシャトルバスの一部にルートマスターが4台運行された。運行は神奈川中央交通相模原営業所が担当した。運賃箱は路線車と同じものを設置し、神奈中バスカードの利用も可能であった。
- 1993年3月27日から5月30日にかけて行なわれた全国都市緑化フェア「グリーンフェア'93いばらき」においても、シャトルバスの一部にルートマスターが使用された。2台が使用され、運行は茨城交通が担当した[4]。
- 2008年4月5日から世界で6台だけ無償で貸与されたうちの1台が山口県下関市で路線バスとして運行を開始した。運行区間は、JR山陽本線下関駅 - 城下町長府間で、サンデン交通が下関市より委託を受けて運行した。土日祝日のみ運行。ルートマスター定期運行は日本初。2013年3月24日をもって運行を終了し、以後はしものせき水族館などがある「あるかぽーと」地区で静態保存されている[5]。

### 車体色
日本国内では二階建てバスで赤を基調とした車両が存在する。これはロンドンで運行されていたルートマスターの影響を受けているものと思われ、都営バスの二階01・二階02系統（両系統共に現在は廃止）で導入されていたネオプラン・スカイライナー、日の丸自動車興業のスカイバス東京（ネオプランの他にウンヴィも使用）、JRバス中国のめいぷるスカイ（三菱ふそう・エアロキング）などの例がある。
JR九州バスの車体色にも赤が採用されているが、これは、「ルートマスターが赤1色であること」と、「JR九州のコーポレートカラーも赤であること」をかけて決められた。ただし、JR九州バスはルートマスターに比べ、フェラーリの赤と調色した明るい赤色で塗装されている。
長崎県交通局は、1989年（平成元年）から1990年（平成2年）まで'90長崎旅博覧会キャンペーンカーとしてルートマスターの運行を行った（上述）後、翌1991年（平成3年）から、路線バスの新塗装としてルートマスターのイメージも採り入れた赤基調の塗色を採用した。